# ليونيل بونتيمبو
ليونيل بونتيمبو (بالإسبانية: Leonel Bontempo)‏ (1 نوفمبر 1992 ببوينس آيرس في الأرجنتين - ) هو لاعب كرة قدم أرجنتيني في مركز الدفاع. لعب مع راسينغ سانتاندير.

## روابط خارجية
- ليونيل بونتيمبو على موقع إي إس بي إن إف سي (الإنجليزية)
- ليونيل بونتيمبو على موقع قاعدة بيانات كرة القدم.إي يو (الإنجليزية)
- ليونيل بونتيمبو على موقع Soccerway.com (الإنجليزية)
- ليونيل بونتيمبو على موقع AS.com (الإسبانية)